# بيير بيلانجر
بيير بيلانجر هو سياسي كندي، ولد في 23 أبريل 1960. نشط حزبياً في الحزب الكيبيكي. وقد انتخب عضو الجمعية الوطنية في كيبك ‏.